# University of Botswana
Die University of Botswana (deutsch: Universität von Botswana, auch UB genannt) ist eine staatliche Universität in Botswana. Neben zwei Standorten in der Hauptstadt Gaborone gehören ein Campus in Francistown und ein weiterer in Maun zu der Hochschule. Die Universität wurde 1982 gegründet.

## Geschichte

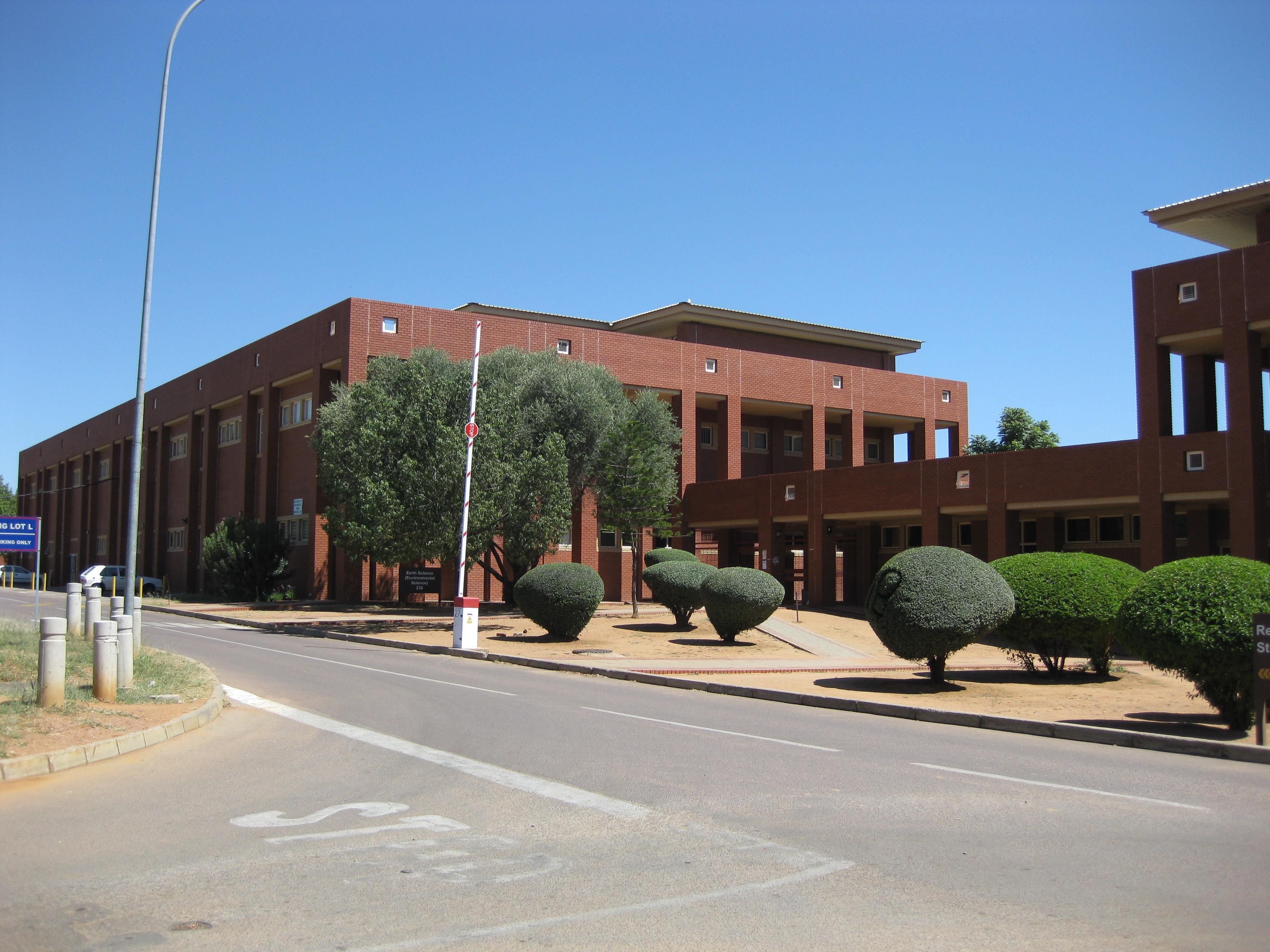
Gebäude für Umweltwissenschaften in Gaborone

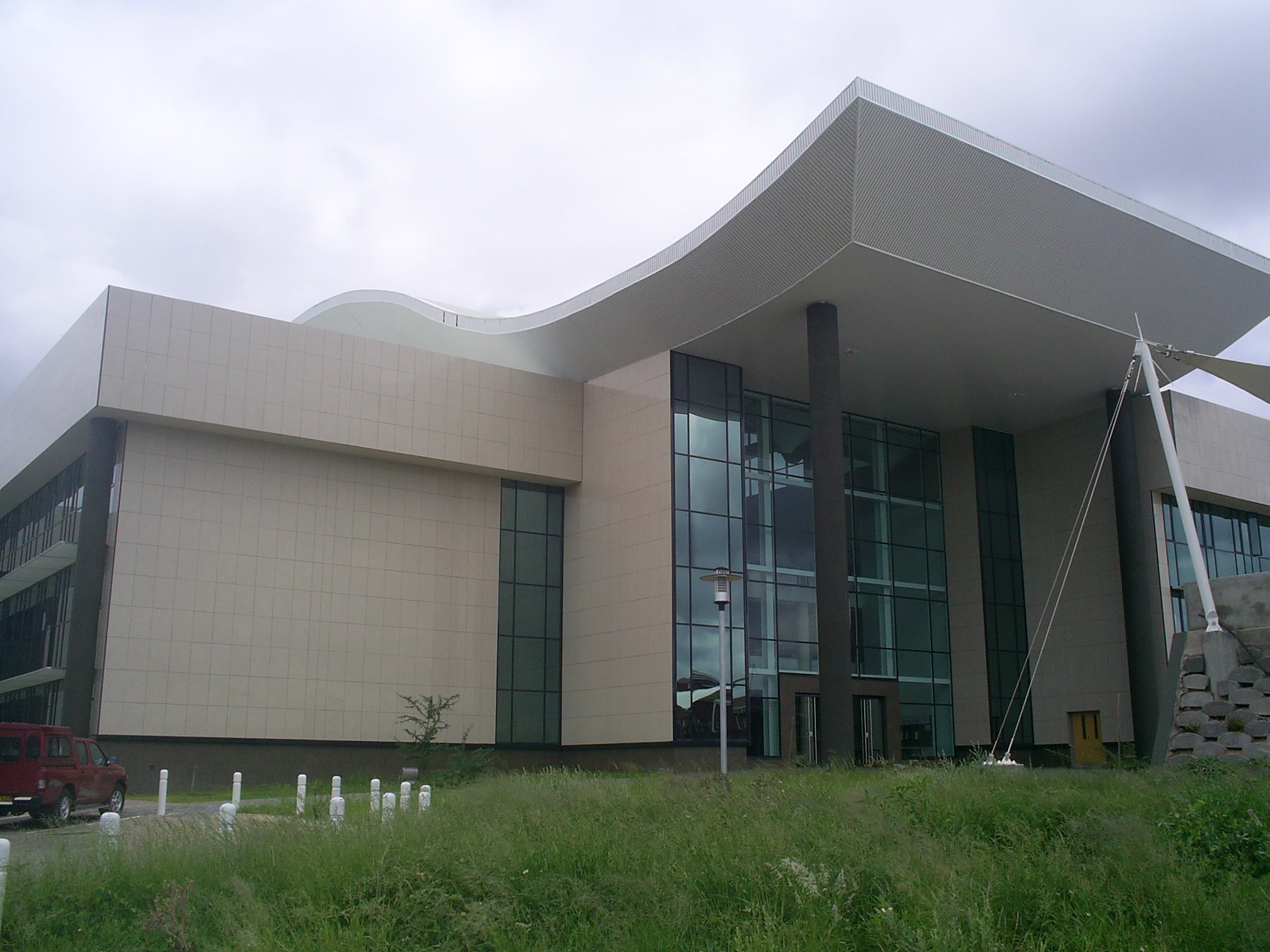
Gebäude der Faculty of Business in Gaborone

Vorläufer der UB war die 1964 gegründete University of Basutoland, Bechuanaland Protectorate and Swaziland in Roma im heutigen Lesotho. Sie wurde 1966 in University of Botswana, Lesotho and Swaziland (U.B.L.S.) umbenannt, aus der 1975 die University of Botswana and Swaziland (UBS) hervorging. 1982 wurde daraus die University of Botswana gegründet; gleichzeitig entstand die University of Swaziland, seit 2018 University of Eswatini
2016/2017 waren an der UB 12.800 Studenten eingeschrieben – davon 96 % Bürger Botswanas und 57 % Frauen. 2015 beschäftigte die Universität 1503 Mitarbeiter, darunter 914 wissenschaftliche Mitarbeiter.

### Liste der Vizekanzler
- 1982–1984: John Turner
- 1984–1998: Thomas Tlou
- 1998–2003: Sharon Siverts
- 2003–2011: Bojosi Otlhogile
- 2011–2017: Thabo T. Fako[4]
- 2017: Kgomotso Moahi (kommissarisch)
- seit 2017: David Norris

## Fakultäten und weitere Einrichtungen
- Faculty of Business (Betriebswirtschaft)
- Faculty of Education (Erziehung)
- Faculty of Engineering & Technology (Ingenieurwesen und Technologie)
- Faculty of Health Sciences (Gesundheitsfürsorge)
- Faculty of Humanities (Geisteswissenschaften)
- Faculty of Medicine (Medizin)
- Faculty of Sciences (Naturwissenschaften)
- Faculty of Social Sciences (Sozialwissenschaften)
- Faculty of School of Graduate Studies (etwa: „Schule für Graduiertenstudiengänge“)[5]
- Centre for Continuing Education (etwa: „Zentrum für fortwährende Bildung“)
- Okavango Research Institute